# Цвијо Мазалица
Цвијо Мазалица (Чађавица, код Босанског Новог, 1. јун 1917 — Београд, 27. август 1988) био је учесник Народноослободилачке борбе, генерал-мајор ЈНА и народни херој Југославије.

## Биографија
Рођен је 1. јуна 1917. године у селу Чађавица, код Босанског Новог. Основну школу је завршио у родном селу, а потом је у Бања Луци 1932. године завршио два разреда Ниже пољопривредне школе. Након тога се вратио у родно село и бавио се земљорадњом.
У Априлском рату 1941. године учествовао је као војник Југословенске војске, након чије капитулације се самоиницијативно вратио кући и на тај начин избегао заробљавање. У свом месту је дочекао почетак устанка у Босанској крајини, па се након свега пар дана 30. јуна 1941. године придружио устаничким снагама. Почетком септембра 1941. године је био постављен за десетара, а 17. октобра за водника у Новској чети Првог крајишког партизанског одреда.
Новембра 1941. године, приликом напада на оклопни воз у селу Рачани, извео је свој први херојски подвиг — ускочио је у воз и разоружао два непријатељска војника. Остали борци, охрабрени поступком свог командира пошли су у напад. Оклопни воз је том приликом био уништен, а заплењена велика количина ратног материјала. Недуго потом, приликом напада на село Агиће, децембра 1941. године, наоружан бомбама је упао у усташко утврђење и уништио га, чиме је знатно допринео разбијању усташке одбране.
Као један од најистакнутијих бораца Првог крајишког одреда, 10. фебруара 1942. године је био примљен у чланство Комунистичке партије Југославије (КПЈ). Убрзо након тога је био постављен за политичког комесара чете у Првом крајишком одреду, а 15. марта је био постављен за комесара чете у Првом ударном батаљону.
Приликом напада Првог крајишког партизанског одреда на Будимлић Јапру, код Санског Моста, 14. марта 1942. године, Цвијо је упао у центар непријатељске одбране и у веома тешким условима омогућио уништење непријатељског упоришта. Након формирања Прве крајишке ударне бригаде, као један од истакнутијих бораца, био је постављен, 27. јуна 1942. године, за заменика команданта батаљона, а крајем децембра исте године за команданта батаљона. На тој дужности посебно се истакао у нападу Прве крајишке бригаде на аеродром Рајловац, код Сарајева, у ноћи 10/11. августа 1943. године. Цвијо се том приликом са својим батаљоном привукао до самог аеродрома и запалио и уништио неколико непријатељских авиона.
Са Првом крајишком бригадом учествовао је у многим борбама у Босанској крајини, централној и источној Босни, Санџаку, Црној Гори, Србији и на Сремском фронту. Од Штаба Пете крајишке дивизије био је маја 1943. године похваљен за умешно руковођење у борбама и рушење моста на реци Босни, код Какња. Приликом преласка Прве крајишке бригаде преко Романије, 26. децембра 1943. године, на путу од Пала према Устипрачи, непријатељске снаге су изненада напале батаљон који се кретао у колони. Цвијо је тада с куриром и једним борцем легао у снег и из заклона пружио отпор непријатељу, не дозвољавајући му да пресече колону. Истог дана, приликом одмора батаљона у селу Реновици, непријатељске снаге су поново покушале да разбију батаљон. Цвијо је тада својом присебношћу средио стање, међу изненађеним борцима и повео их у противнапад у којем је непријатељ био одбијен.
За заменика команданта Прве крајишке бригаде био је постављен 25. фебруара 1944. године. На путу ка Србији, априла 1944. године, сам је прихватио борбу с непријатељем, како би спасио батаљон. У борбама за ослобођење Аранђеловца, септембра 1944. године је заједно с групом минера извео минирање зграде Новог здања и тиме омогућио уништење из кога су немачко-четничке снаге пружале јак отпор, чиме је дат знатни допринос ослобођењу града. Након ослобођења Београда, крајем новембра 1944. године био је постављен за команданта Прве крајишке ударне бригаде, коју је предводио у борбама на Сремском фронту.
Крајем марта 1945. године је био повучен с фронта и упућен на школовање, када је завршио Виши официрски курс при Генералштабу ЈА. Септембра 1945. године је био постављен за команданта Треће црногорске бригаде, која је била у саставу Шесте црногорске дивизије Корпуса народне одбране Југославије (КНОЈ), с којом је учествовао у уништењу непријатељских остатака. Вишу војну академију ЈНА завршио је 1951. године, Школу гађања земаљске артиљерије 1954, а Курс оператике ЈНА 1964. године. Извесно време налазио се на дужности начелника Школског центра Противваздушне одбране. Пензионисан је децембра 1973. године у чину генерал-мајора ЈНА.
Умро је 27. августа 1988. године у Београду. Сахрањен је у Алеји народних хероја на Новом гробљу у Београду.
Носилац је Партизанске споменице 1941. и других југословенских одликовања, међу којима су — Орден за војне заслуге са великом звездом, Орден партизанске звезде са сребрним венцем, Орден братства и јединства са сребрним венцем, Орден заслуга за народ са сребрним зрацима, Орден за храброст и Орден за војне заслуге са златним мачевима. Орденом народног хероја је одликован 24. јула 1953. године.